# 張拱 (成化進士)
張拱（1448年—？年），字朝儀，四川成都府內江縣人，明朝政治人物。

## 生平
四川鄉試第六十九名舉人。成化二十三年（1487年）中式丁未科會試第二百八十名，三甲第一百九十七名進士。弘治九年（1496年）任河南信陽州知州。

## 家族
曾祖張友才；祖父張志明；父張時宗，母田氏。